# Mesmur (Album)
Mesmur ist ein Album der multinationalen Funeral-Doom-Band Mesmur.

## Geschichte
Das 2013 von dem Dalla-Nebbia-Gitarristen Jeremy „Yixja“ Lewis gegründete Studio-Projekt aus ihm, dem Schlagzeuger John Devos und unter anderem Comatose Vigil A. K., dem australischen Sänger Chris G und dem norwegischen Bassist Aslak Karlsen Hauglid spielte nach der Komplettierung der Band das Debüt in unterschiedlichen Aufnahmesettings ohne professionelles Studio und ohne gemeinsame Studiozeit ein. Jeder der Musiker spielte Teile und Fragmente unter Heimstudio-Bedingungen ein und teilte die Ergebnisse mit den anderen Musikern online. Abmischung und Mastering des Ausgangsmaterials übernahm Lewis selbst. Lewis nannte den Schreib- und Aufnahmeprozess, den natürlichsten an welchen er bis dahin teilgenommen habe. Das selbst-betitelte Debüt erschien 2014 über Code666 Records, einem Subunternehmen von Aural Music.

## Albuminformationen
Mesmur ist das erste Studioalbum der Band.

### Umfang und Gestaltung
Das am 15. Dezember 2014 erstmals veröffentlichte Album enthält fünf separate Stücke, die eine Gesamtspielzeit von 52:44 Minuten haben. Die Gestaltung übernahm Mark Erskine. Das Cover-Bild zeigt einen Blick aus einer Höhle auf eine überwucherte und verwitterte Stadtruine mit einem zentralen Turm. Das Motiv wurde als „gespenstische[s] Szenario“ wahrgenommen. Es sei ein „großartiges Artwork“, dass sich „genießen“ ließe, „während sich die Musik entfaltet“.

### Titelliste
1. Deprivation: 9:54
2. Lapse: 9:34
3. Abnegate: 12:08
4. Descend: 8:29
5. Osmosis: 12:46

### Inhalt und Stil
Die Musik des Albums gilt als Funeral Doom, dabei sei die Musik näher bei Gruppen wie Catacombs und My Shameful als bei Thergothon und Skepticism. Stücke mit langer Spielzeit sind dem Genre entsprechend, „[t]raurige Melodien, schleppende Riffs, bedächtiges Drumming und abgrundtiefe Growls“ ebenfalls. Dabei variiert die Band das Tempo und bringt „kurze Doublebass-Passagen ein, die anschließend abrupt wieder [in] Downtempo-Doom“ übergehen.

„Atmosphärische Geräusche aus dem Synthesizer sorgen auf ‘Mesmur’ in unterschiedlichster Ausprägung für Abwechslung – als Klangelemente im Hintergrund ebenso wie als zarte Geigen- oder Klaviermelodie oder tragende Soundwand.“

Die Thematik der Stücke behandelt Themen wie Isolation, Paranoia, Tod, Verlust, kosmische Katastrophen und die Zerstörung der menschlichen Gesellschaft.

## Wahrnehmung
Mesmur wurde unterschiedlichen Angenommen. Von einem Urteil als „solides Werk“ bis zu solchen als „eines der stärksten Debütalben in diesem Genre“, „exzellentes Album“ und „hochwertige Doom-Metal-Veröffentlichung“ changierten die Stimmen. Die Redaktion des Webzines Metal1.info kürte Mesmur gar zum Album des Monats.

„So verlassen und einsam, aber zugleich rätselhaft und verlockend wie das gespenstische Szenario auf dem Cover von „Mesmur“ mutet auch die Musik der Amerikaner an: Trotz bisweilen weniger Noten gibt es hier stets viel zu entdecken. Für Fans der genannten Bands [Ahab und Colosseum], wie auch Evoken, Esoteric, Seidr oder Mar De Grises allemal eine interessante Neuentdeckung, die es im Auge zu behalten gilt.“

Obwohl jedes Stück für sich bereits „hervorragend“ sei, würde das Album als Ganzes „richtig stark“ schrieb Kris Clayton für Doom-Metal.com. Das Album besitze dabei ein „kohärentes Gefühl“, sei jedoch ausreichend unterschiedlich, um alle Stücke gleich bedeutend für das Endergebnis sind. Die „Tonqualität ist nicht so gut, wie sie sein könnte“. Doch „je mehr man von dem Album“ höre, so Marcos García, „desto mehr spürt man, dass diese Qualität für die Existenz ihrer Musik spricht.“